# Adolf Seger
Adolf Seger (n. 2 ianuarie 1945, Freiburg im Breisgau, Reich-ul German) este un luptător ce a reprezentat Germania, medaliat olimpic. A participat la 2 ediții ale Jocurilor Olimpice (1972, 1976) în care a câștigat două medalii de bronz.